# William A. Fishbaugh

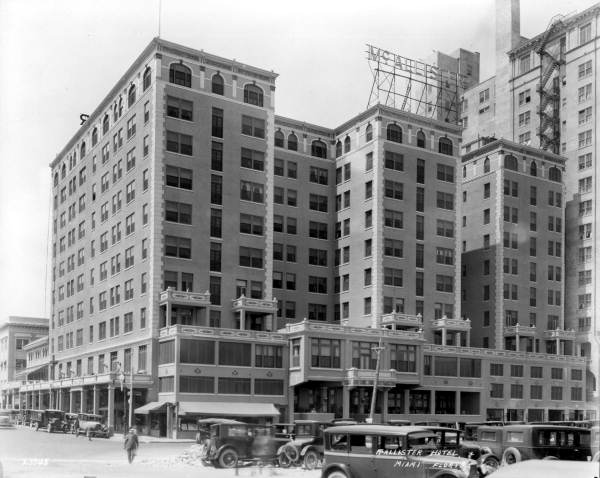
Fishbaughova architektonická fotografie hotelu McAllister v Miami na Floridě. 10. března 1926

William A. Fishbaugh (20. června 1873 – 3. listopadu 1950) byl americký komerční fotograf, který pracoval v oblasti Miami na Floridě během tamního rozmachu na počátku dvacátého století. Oženil se s Alicí E. Greene z Belvedere v New Jersey 25. října 1913.

## Kariéra
Svou fotografickou kariéru započal asi v roce 1900, kdy pracoval v Jižní Africe jako policista. Jeho povinnosti policisty mu umožňovaly fotografovat ostatní důstojníky a jejich prostředí. Během španělsko-americké války se nadále živil tímto fotografickým obchodem na Filipínách. V roce 1910 se přestěhoval do Tampy, kde začal fotografovat budovy. Jednou retrospektivně poznamenal: „Je to nejlepší druh fotografie. Budova je zde pro všechny,každý se na ni může dívat. Budovy nejsou ješitné.“
Fishbaugh asi deset let provozoval komerční fotografické studio na adrese Franklin Street 506 v Tampě na Floridě. Mezi jeho klienty patřila společnost Tampa Electric Company, obchod s nábytkem Rhodes-Pearce-Mahoney, Tampa Gas Company nebo Beckwith-Wilson Company. Jako komerční fotograf přímo soutěžil se společností Burgert Brothers. V roce 1917, předtím, než se přestěhoval do Miami, Fishbaugh prodal svůj podnik a negativy firmě Burgert Brothers. Historický archiv Burgertových obsahuje i některé fotografie pořízené Fishbaughem.
Pozemkový vývojář George E. Merrick, který vedl plánování a vývoj Coral Gables během floridského pozemního boomu 20. let, zadal Fishbaughovi fotografickou zakázku. Fishbaugh vytvořil propagační marketingovou brožuru.

## Odkaz
Fishbaughovy architektonické fotografie pomohly dokumentovat raný rozmach realit na Floridě. Mnoho z jeho fotografií bylo vystaveno v kancelářích George Merricka po celých Spojených státech. V roce 1998 byl výběr z jeho prací je vystaven na radnici v Coral Gables. Tyto historické fotografie obsahovaly významné objekty, jako je Benátský bazén, budova La Palma nebo hotel Biltmore.

## Galerie

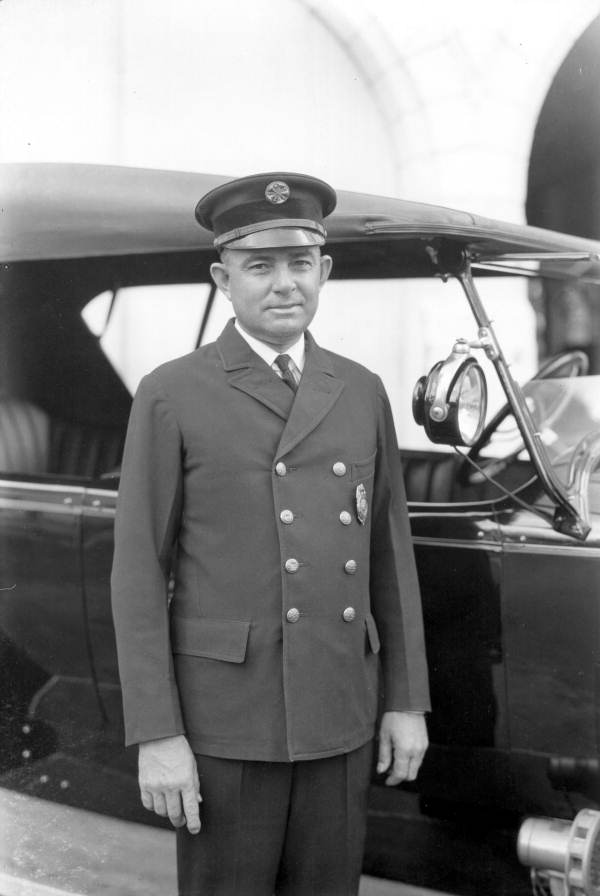
Fire chief W. C. Coleman, Miami, Florida
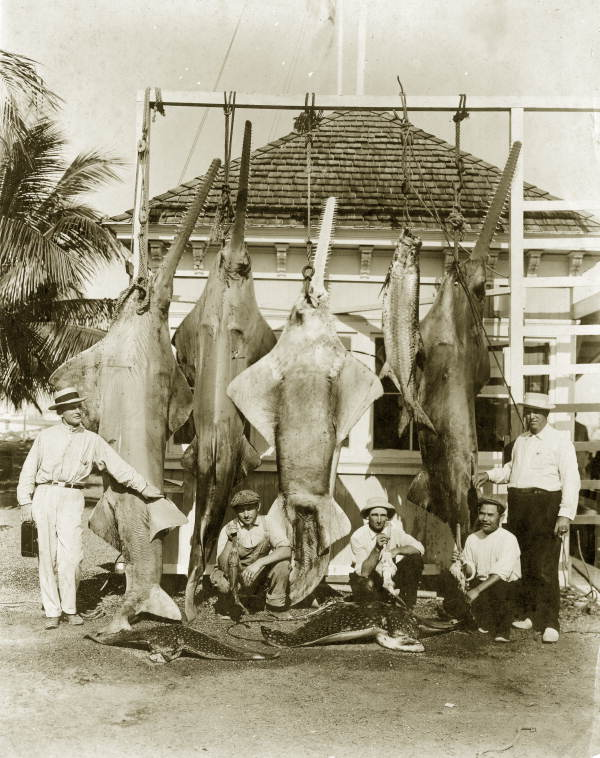
Fishermen with Sawtooth sharks, tarpon, and Leopard rays, Miami, Florida
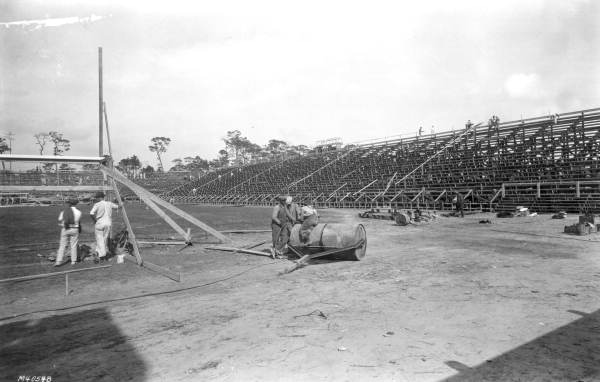
Football stadium during construction at University of Miami, Coral Gables, Florida
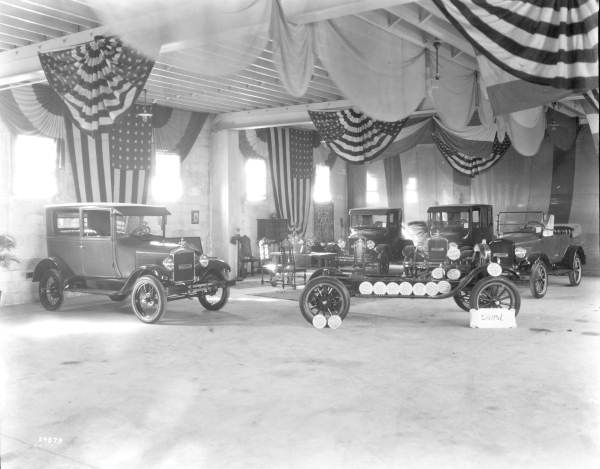
Ford auto show at the Miami Biltmore, Coral Gables, Florida
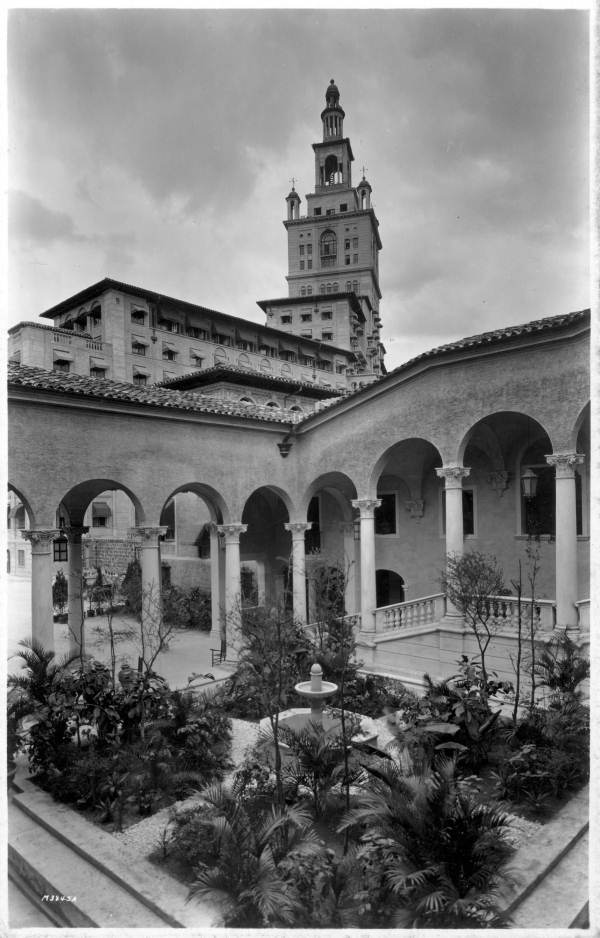
Garden at the Miami Biltmore- Coral Gables, Florida
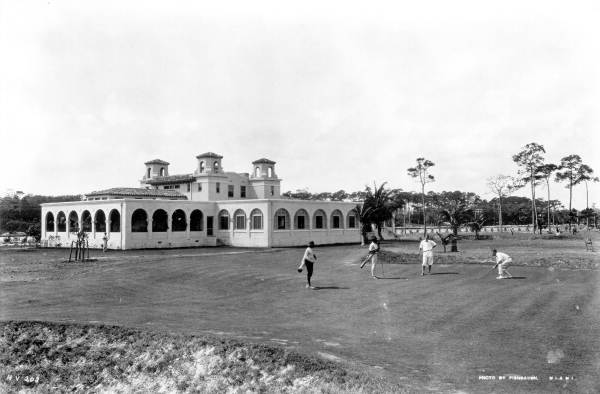
Golfers and caddies at Miami Country Club
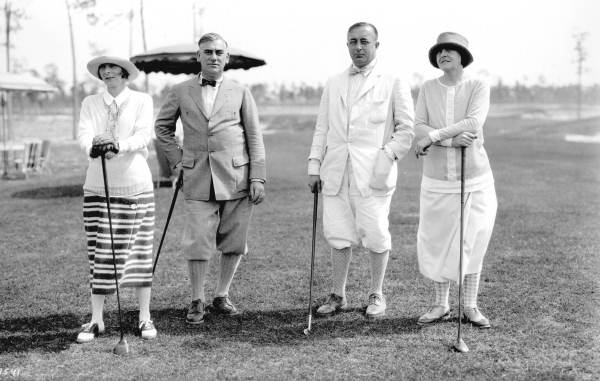
Golfers at the Miami Biltmore Golf Club
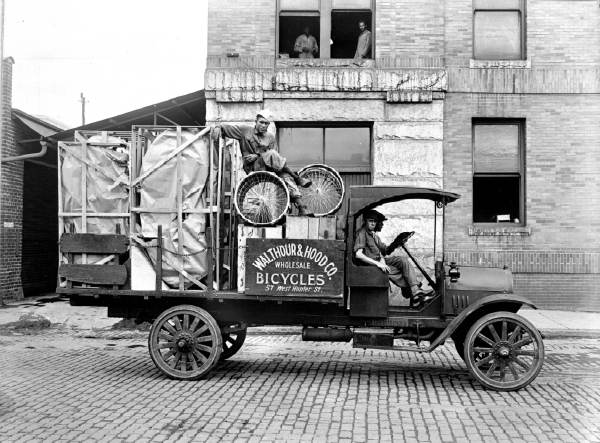
Walthour and Hood Company truck, Tampa, Florida
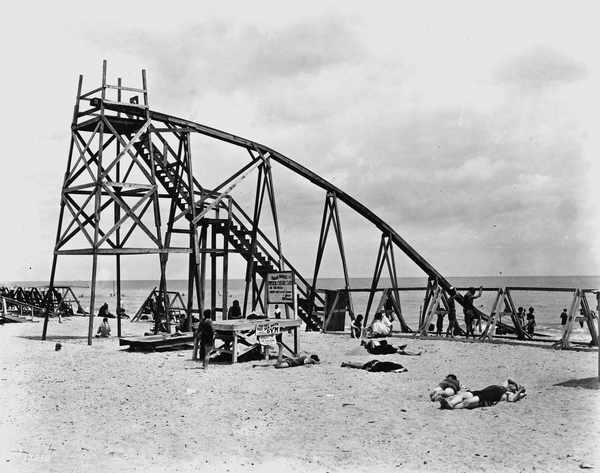
Water toboggan, Miami Beach
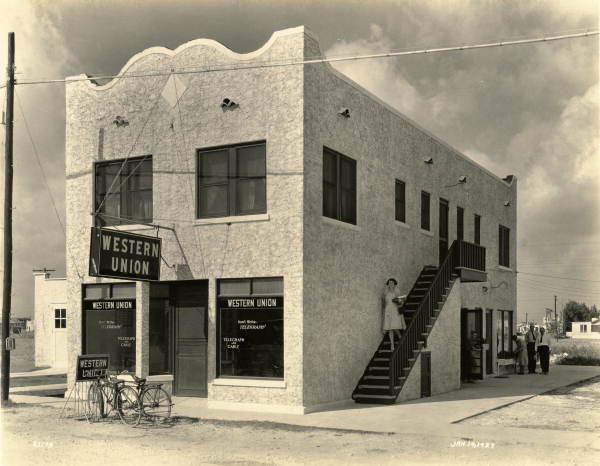
Western Union building, Hialeah, Florida
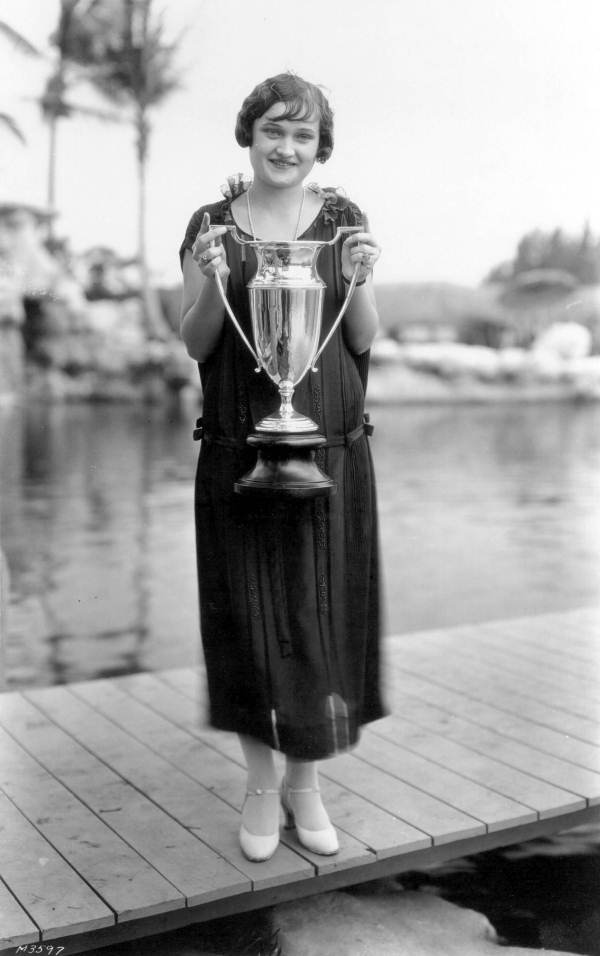
Winner of the bobbed-hair contest, Coral Gables, Florida